# Monumento de Knockagh
El Monumento de Knockagh (en inglés: Knockagh Monument) es un monumento de guerra en el condado de Antrim, Irlanda del Norte en el Reino Unido. Se encuentra en la parte superior de la colina de Knockagh, cerca del pueblo de Greenisland, con una vista panorámica de la ciudad de Belfast.
El sitio está a 390 m (1.230 pies) sobre el nivel del mar y es el mayor monumento de guerra en el Ulster. El monumento es de 34 metros (110 pies) de altura, y se trata de un obelisco de basalto que es una réplica del Monumento a Wellington en el parque Phoenix, en Dublín, a pesar de que es exactamente de la mitad de la altura.